# Римини
Ри́мини (итал. Rimini, эмил.-ром. Rèmin, Remne, лат. Arīminum) — крупнейший итальянский курорт на Адриатическом побережье с населением 150 590 жителей, столица одноимённой провинции в области Эмилия-Романья. Римини является символом Адриатического побережья Романьи.
Расположен на берегу Адриатического моря, между реками Мареккья и Ауза, в двух десятках километров от горы Титано и государства Сан-Марино. Римини ─ родина Федерико Феллини.
Это основной и самый густонаселённый город на романьольском побережье, второй по величине город по количеству жителей (после Равенны) во всей Романье и двадцать восьмой по величине город Италии.
Покровителем города почитается святой Гауденций из Римини, день памяти ─ 14 октября.

## История

### Истоки
В I тыс. до н. э. здесь находилось поселение этрусков, которых позже сменили, вероятно, умбры. В VI веке до н. э. эти места были завоеваны галлами. Хотя сохранившихся памятников галльского периода в Римини нет, галлы сыграли немалую роль в истории селения, со временем ставшего одним из важнейших (наряду с соседней Равенной) портов Адриатического моря. Около 283 года до н. э. город вернулся, вероятно, к умбрам. Жили здесь и самниты, а также греки, о присутствии которых говорят найденные при раскопках фрагменты эгейской керамики.

### Римско-византийский период
В 268 году до н. э. римляне основали здесь, в устье реки Аримин (Ariminus, современная Мареккья) свою колонию, которая должна была служить опорным пунктом против вторжений галлов, а также плацдармом для завоевания Паданской равнины. Колония получила название Аримин (Ariminum), вероятно по названию реки.
Аримин стал важным транспортным центром, связывавшим Центральную и Северную Италию. Здесь сходились три римских дороги:
- Via Flaminia (дорога Фламиния, 220 г. до н. э.), начинавшаяся у ворот Рима;
- Via Aemilia (дорога Эмилия, 187 г. до н. э.), шедшая дальше на север к городу Плацентия (современная Пьяченца), которая дала название нынешнему региону Эмилия-Романья;
- Via Popilia-Annia (дорога Попилия—Анния, 132 г. до н. э.), продолжавшая Via Flaminia в северо-восточном направлении через Равенну, Патавию (современная Падуя) к Тергесту (современный Триест).

Здесь находился порт, через который шла морская и речная торговля, имевший также немалое военное значение.
Аримин участвовал в гражданских войнах, поддерживая сначала Гая Мария, а потом Гая Юлия Цезаря. Цезарь, приняв ключевое решение о походе на Рим на берегу протекающей к северу от Римини реки Рубикон, именно здесь, на Форуме Аримина обратился к войскам с требованием о поддержке его решения.
В первые века нашей эры Аримин пользовался вниманием многих императоров, о чём свидетельствует ряд сохранившихся до наших дней памятников, в частности, арка Августа, мост Тиберия, театр и амфитеатр. Город процветал, что хорошо иллюстрируют материалы археологических раскопок, например, так называемого «дома хирурга» II—III веков, в котором сохранились многочисленные мозаики и найдены хирургические инструменты, хранящиеся сегодня в музее Римини.
Вместе с варварскими нашествиями начинается период упадка города, который подвергается разрушениям. Население в этот период сокращается.

В 359 году в Аримине собирается церковный собор, на котором присутствовало около 400 епископов западной части христианского мира (восточные епископы собрались в то же время в Селевкии). Собор в целом признал Никейский Символ веры, сделав, однако одно важное отступление о рождении Христа «от Отца прежде веков», что позволило достичь соглашения со значительной частью приверженцев арианского учения. 

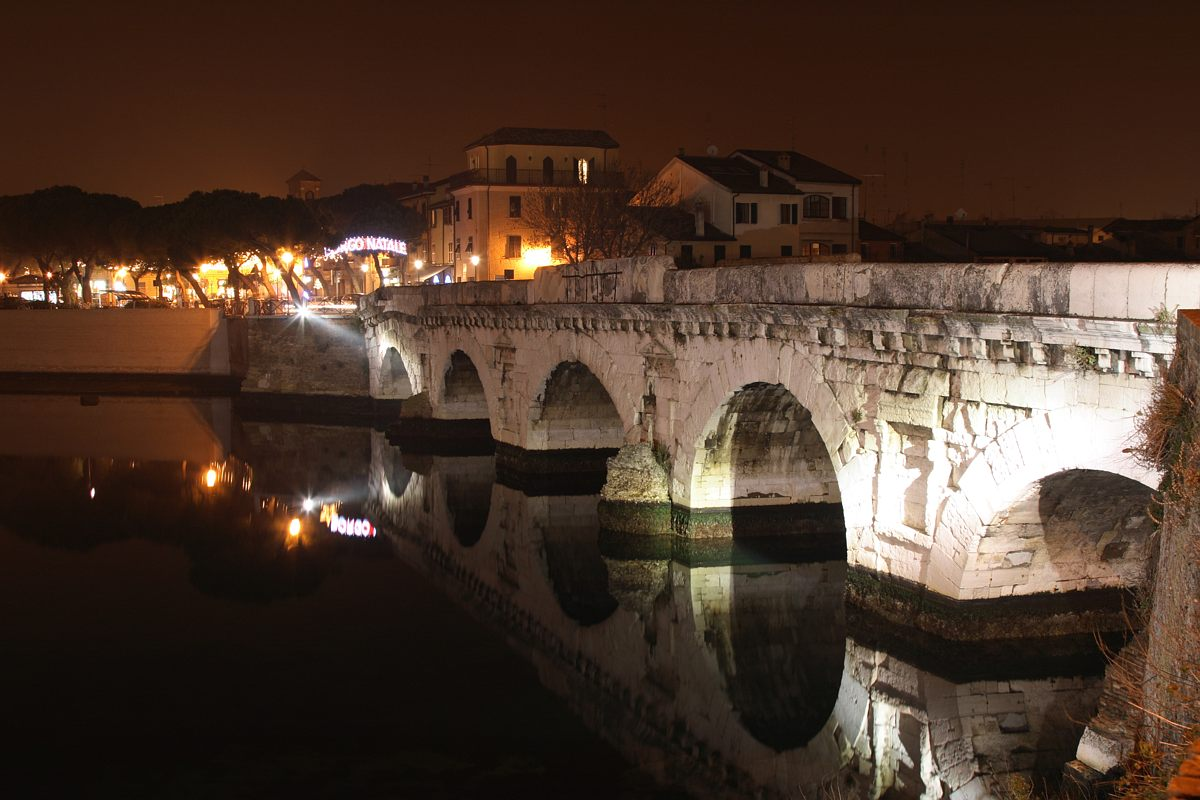
Мост Тиберия в Римини

В 493 году Аримин был захвачен готами, а в 553 году освобожден византийцами и с той поры входил в состав Равеннского экзархата Византийской империи. К этому времени относится второй расцвет города, вновь ставшего одним из важнейших торговых и культурных центров. В 728 г. Аримин был захвачен лангобардами, но около 735 г. вновь перешёл к Византии. В 751 году лангобарды одержали окончательную победу над византийцами, отвоевав у них всю территорию Равеннского экзархата.

### Между императорами и папством
В 754 году король франков Пипин Короткий по договоренности с римским папой освобождает Равенну и соседние города от власти лангобардов и передает их папскому престолу. Римини оказывается в составе созданного в 756 году Папского государства. В качестве светского государя папа фактически был вассалом короля франков, и Папская область стала частью сложившейся при Карле Великом Франкской империи, при разделе которой Римини и его окрестности включаются в Срединное (843—855 гг.) и, позже, Итальянское (855—962 гг.) королевства, входившие в империю. В 962 году титул короля Италии был соединен с титулом императора вновь образованной Священной Римской империи.
Степень автономии Римини на протяжении всего времени вхождения в состав Империи и Папской области менялась. Когда в XII веке папы шаг за шагом стали брать под свой контроль Папскую область и началась борьба пап и императоров, Римини примкнул к партии гибеллинов (сторонников императора), что в итоге привело к политическому кризису в городе, обострявшемуся по мере успехов папства. В 1274 году император Рудольф I официально признает независимость Папской области от Империи, а в 1295 году папы берут под свой контроль Римини, где побеждает партия гвельфов (сторонников папства).
Экономика города с началом средневековья претерпела существенные изменения. Население постепенно уменьшилось и перешло к занятию сельским хозяйством. Резко сократилась территория городской застройки, поля появились даже внутри городских стен.

### Правление Малатеста

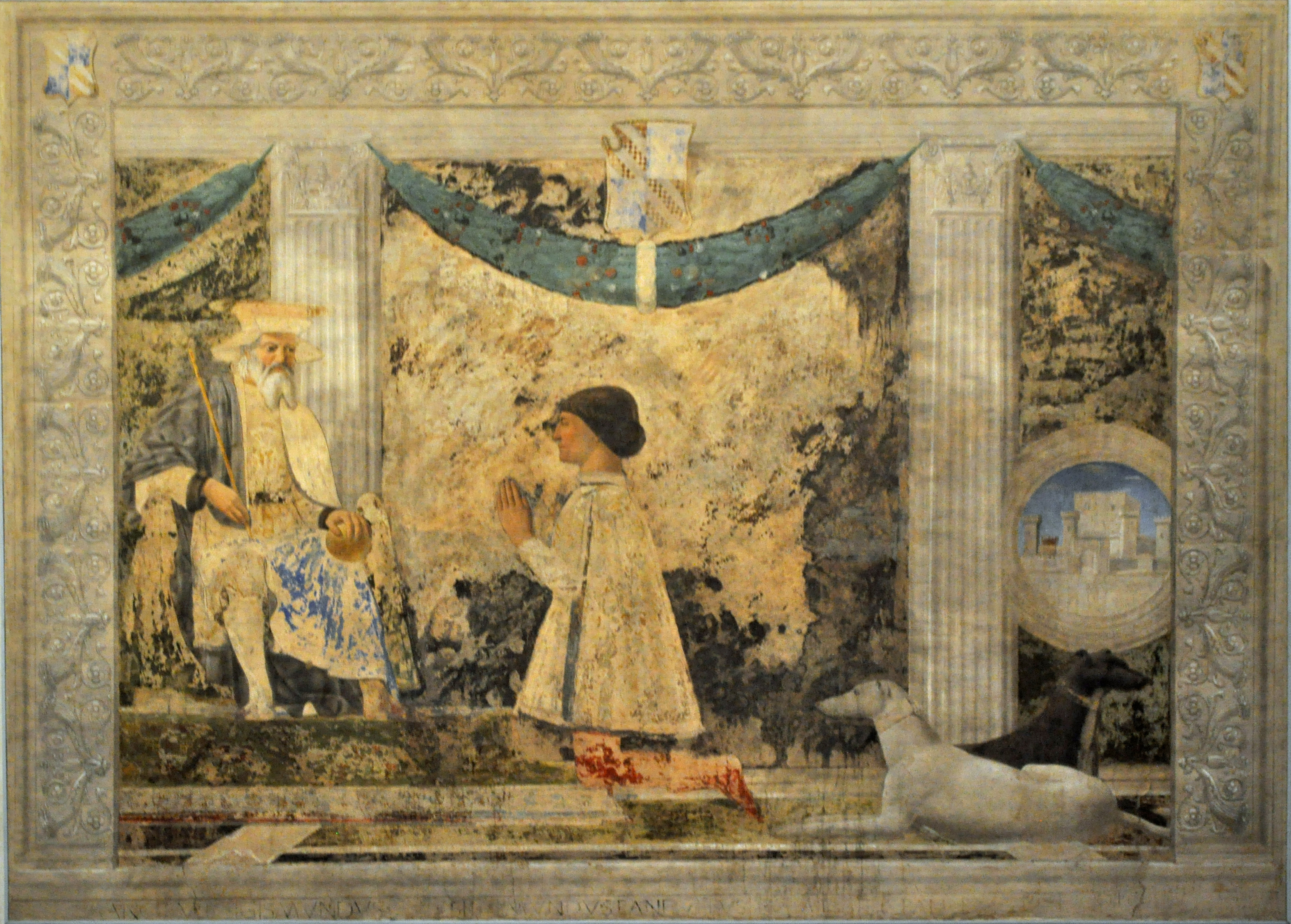
Ктиторский портрет Сиджизмондо Малатеста в Темпио Малатестиано, выполненный Пьеро делла Франческа. 1451. Фреска

Этот поворот был связан с появлением в Римини семьи Малатеста, одним из представителей которой, Малатеста да Веруккьо (1213—1312, родившийся в городе Веруккьо) был в 1239 году назначен подеста Римини, а в 1295 году стал единственным хозяином города, добившись изгнания семьи Парчитади (Parcitadi), возглавлявшей в Римини партию гибеллинов и убийства их лидеров. С приходом к власти Малатеста в Римини заканчивается период свободных коммун. Малатеста постепенно распространили свою власть на прилегающие территории Романьи и укрепились как сеньоры Римини, где они с перерывами удерживали власть до 1528 года.

Сын Малатеста да Веруккио Джованни Малатеста (прозванный Джанчотто) остался в истории как убийца своей жены Франчески и брата Паоло, застигнутых им во время прелюбодеяния (1285 или 1289 год). Любовь Франчески и Паоло была описана Данте Алигьери в его «Божественной комедии» и стала сюжетом нескольких литературных и музыкальных произведений, включая оперу Д. Россини. 

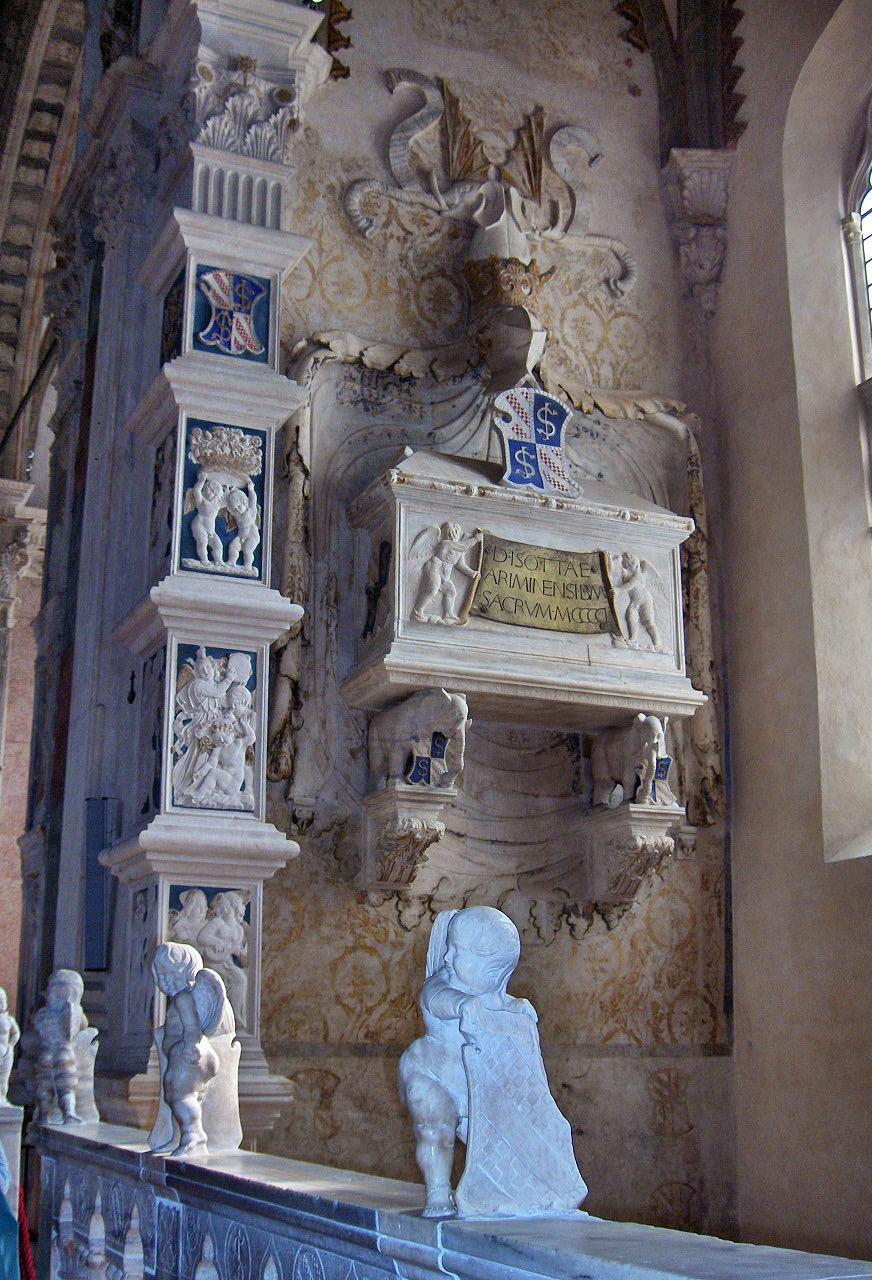
Темпио Малатестиано. Гробница супруги Сиджизмондо Малатеста — Изотты дельи Атти

После смерти Малатеста I его сменил сын, Малатестино (правил с 1312 по 1317 год). Затем сеньором Римини стал Пандольфо I (правил в 1317—1326 гг.), командовавший папскими войсками при подавлении выступления гибеллинов в Урбино в 1321 году. Преемник последнего Феррантино Малатеста (правил в 1326—1330 гг.) в результате семейных интриг утратил власть и управление Римини на несколько лет перешло к папскому легату. В 1334 году Феррантино вернулся к власти, но уже в 1335 уступил её Малатеста II, правившему Римини до 1363 года. В дальнейшем правителями Римини были Малатеста Унгаро (с 1363 по 1372), Галеотто I Малатеста (с 1363 по 1375), также бывший папским главнокомандующим и собравший под властью Малатеста всю Романью, Карло I Малатеста (с 1372 по 1429), командовавший союзными войсками папы римского, Венеции и Флоренции во время войны в Ломбардии, Галеотто II Малатеста (с 1429 по 1432) и, наконец, Сиджизмондо Пандольфо Малатеста, известный как Волк Романьи. Сиджизмондо был правителем Римини, Фано и Чезены с 1432 по 1468 год и прославился как один из лучших итальянских полководцев того времени. Войдя под конец жизни в конфликт с папой, он утратил значительную часть своих владений. Конфликт с папством продолжился и при преемниках Сиджизмондо Роберто Малатеста (правил в 1468—1482 гг.) и Пандольфо IV Малатеста (правил в 1482—1500 годах). Пандольфо IV был изгнан из Римини войсками Чезаре Борджиа, сына папы Александра VI. В 1503, 1522—1523 и 1527—1528 годах Малатеста удавалось на короткий период возвращать себе власть в Римини, но эпоха их правления уже закончилась. В дальнейшем городом управляют папские легаты.
В XIV веке в городе строились многочисленные монастыри и церкви, что привлекало в Римини многих выдающихся художников. В 1310-е годы здесь работает Джотто ди Бондоне, расписывавший церкви ордена францисканцев. Византийский философ Плифон (1360—1452) имел в Римини много почитателей. По приказу Сиджизмондо Малатесты в 1475 г. его прах был тайно вывезен в Римини из оккупированного турками греческого полуострова Пелопоннес.

## Новейшая история
В 1797 году город был занят французами.
В 1860 году вошёл в состав Итальянского королевства.
В Первую Мировую войну был в зоне действий австрийского флота.

Во Вторую Мировую войну оказался на линии фронта, был частично разрушен, взят греческими и канадскими частями в сентябре 1944 года. Греческой бригаде, отличившейся при захвате Римини, было присвоено имя «Бригада Римини». 

## Экономика

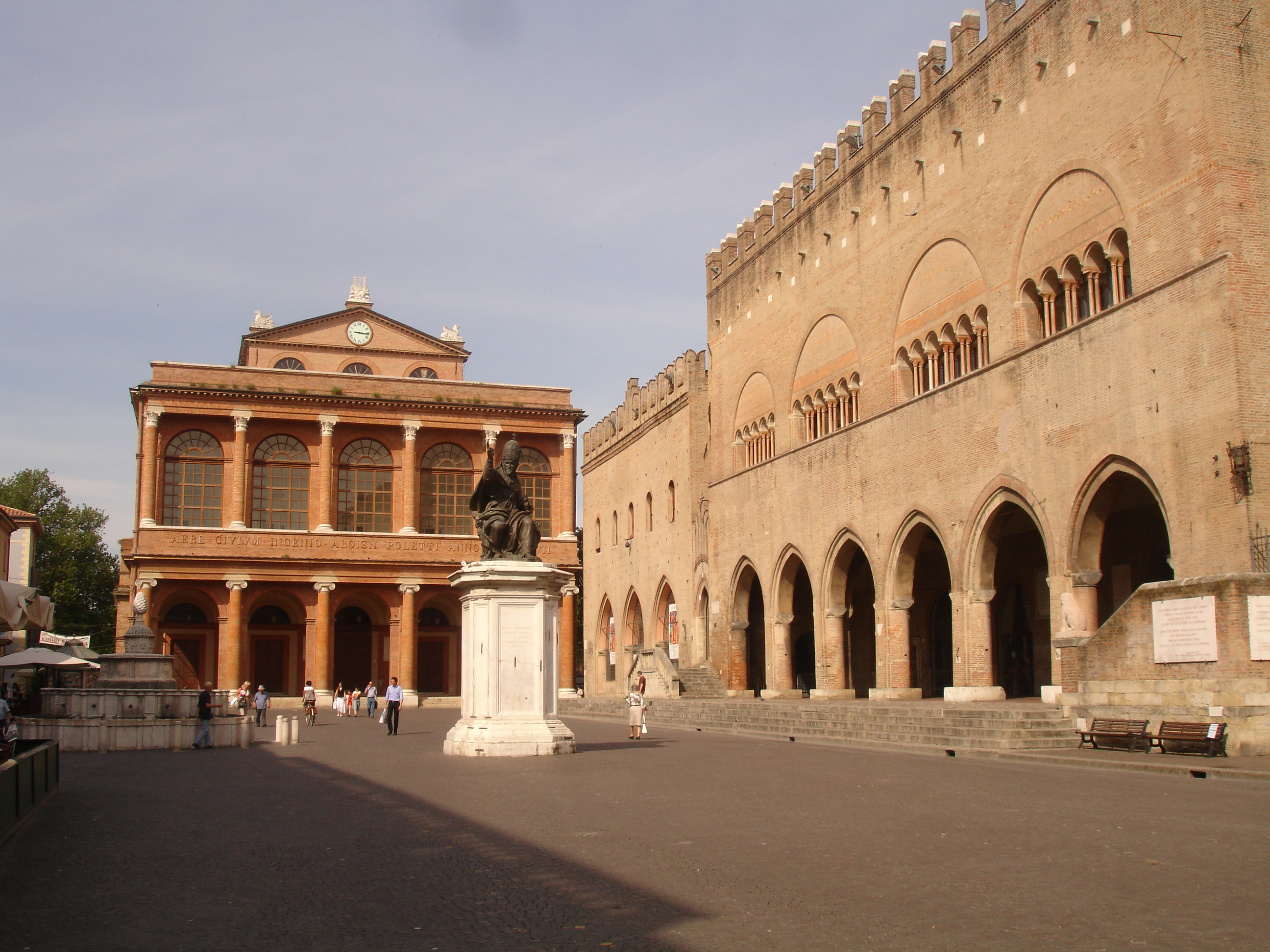
Площадь Кавура в центре Римини

## Климат
| Показатель                    | Янв. | Фев. | Март | Апр. | Май  | Июнь | Июль | Авг. | Сен. | Окт. | Нояб. | Дек. | Год  |
| ----------------------------- | ---- | ---- | ---- | ---- | ---- | ---- | ---- | ---- | ---- | ---- | ----- | ---- | ---- |
| Средний суточный максимум, °C | 6,8  | 9,1  | 12,3 | 16,3 | 20,8 | 24,9 | 27,4 | 26,9 | 23,7 | 18,7 | 13,0  | 8,3  | 17,3 |
| Средняя температура, °C       | 3,5  | 5,4  | 8,1  | 11,7 | 15,9 | 19,9 | 22,3 | 22,0 | 19,1 | 14,5 | 9,4   | 4,9  | 13,1 |
| Средний суточный минимум, °C  | 0,2  | 1,6  | 3,9  | 7,1  | 10,9 | 14,9 | 17,0 | 17,0 | 14,4 | 10,4 | 5,8   | 1,6  | 8,7  |
| Норма осадков, мм             | 42   | 42   | 56   | 50   | 47   | 55   | 60   | 65   | 59   | 84   | 73    | 70   | 707  |
| Источник: World Climate       |      |      |      |      |      |      |      |      |      |      |       |      |      |

## Достопримечательности
О древности города напоминают постройки времён Августа и Тиберия — арочный мост и триумфальная арка, а также руины амфитеатра.
Интересны отдельные средневековые храмы и дворцы, включая образец крупного общественного здания XIV века — Палаццо дель Подеста. Из построек Сиджизмондо Малатеста сохранился шедевр Л. Б. Альберти — перестроенный из францисканской церкви фамильный храм Малатеста (Темпио Малатестиано), украшенный рельефами, которые в своё время воспринимались как языческие. От заложенного в 1437 году замка Малатесты и городских стен уцелели лишь фрагменты.
Другим известным храмом в Римини является церковь Святого Августина XIII века, в которой находятся мощи католического блаженного Альберто Марвелли. Кроме того, по преданию в церкви Сан-Николо у Порта (площадь Чезаре Баттисти) с 1177 года находится частица мощей Святого Николая — кость левой руки.
Курортные предместья современного Римини растянулись вдоль адриатического взморья на 16 км — от Торре-Педрера до Мирамаре.
В Римини находится Музей Федерико Феллини — тематическое музейное пространство, посвященное знаменитому итальянскому режиссеру и сценаристу. На кладбище города похоронены Федерико Феллини и Джульетта Мазина.

## Транспорт

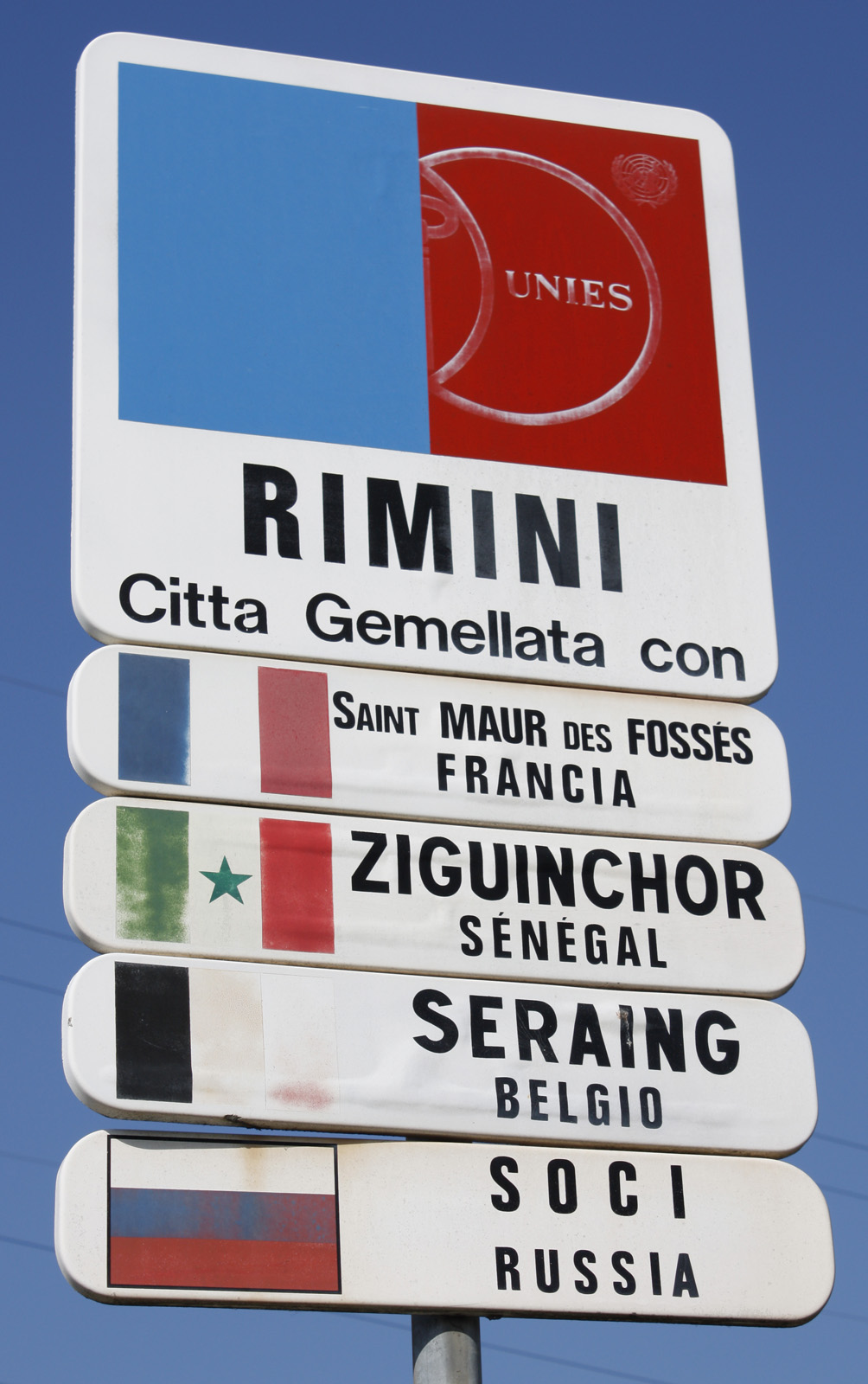
Знак на въезде в Римини с указанием некоторых городов-побратимов

Город является портом на Адриатическом море.
В 8 км от города в местечке Мирамаре находится аэропорт Римини — Международный аэропорт имени Федерико Феллини.

## Города-побратимы
У Римини 10 городов-побратимов:
| - Серен, Бельгия - Сен-Мор-де-Фоссе, Франция - Сочи, Россия - Зигиншор, Сенегал - Латакия, Сирия | - Форт-Лодердейл, США - Янчжоу, Китай - Джибути, Джибути - Линчёпинг, Швеция - Плая-дель-Кармен, Мексика |